# Saint-Geniès-Bellevue
Saint-Geniès-Bellevue là một xã ở tỉnh Haute-Garonne vùng Occitanie tây nam nước Pháp. Xã Saint-Geniès-Bellevue nằm ở khu vực có độ cao trung bình 200 mét trên mực nước biển.